# Sauber C21
Sauber C21 je Sauberjev dirkalnik Formule 1, ki je bil v uporabi v sezoni 2002, ko so z njim dirkali Nick Heidfeld, Felipe Massa in Heinz-Harald Frentzen. Nick Heidfeld je kot najboljši rezultat dirkalnika C21 dosegel četrto mesto na Veliki nagradi Španije, ob tem pa je dosegel še eno peto in dve šesti mesti. Felipe Massa je kot svoj najboljši rezultat sezone dosegel peto mesto na Veliki nagradi Španije, ob tem pa še dve šesti mesti. Skupno je to Sauberju prineslo peto mesto v prvenstvu z enajstimi točkami.

## Popolni rezultati Formule 1
(legenda) (odebeljene dirke pomenijo najboljši štartni položaj, poševne pa najhitrejši krog)
| Leto | Moštvo | Motor                  | Gume | Dirkači               | 1   | 2   | 3   | 4   | 5   | 6   | 7   | 8   | 9  | 10 | 11  | 12  | 13  | 14  | 15  | 16  | 17  | Toč | Prv |
| ---- | ------ | ---------------------- | ---- | --------------------- | --- | --- | --- | --- | --- | --- | --- | --- | -- | -- | --- | --- | --- | --- | --- | --- | --- | --- | --- |
| 2002 | Sauber | Petronas (Ferrari) V10 | B    |                       | AVS | MAL | BRA | SMR | ŠPA | AVT | MON | KAN | EU | VB | FRA | NEM | MAD | BEL | ITA | ZDA | JAP | 11  | 5.  |
| 2002 | Sauber | Petronas (Ferrari) V10 | B    | Nick Heidfeld         | Ret | 5   | Ret | 10  | 4   | Ret | 8   | 12  | 7  | 6  | 7   | 6   | 9   | 10  | 10  | 9   | 7   | 11  | 5.  |
| 2002 | Sauber | Petronas (Ferrari) V10 | B    | Felipe Massa          | Ret | 6   | Ret | 8   | 5   | Ret | Ret | 9   | 6  | 9  | Ret | 7   | 7   | Ret | Ret |     | Ret | 11  | 5.  |
| 2002 | Sauber | Petronas (Ferrari) V10 | B    | Heinz-Harald Frentzen |     |     |     |     |     |     |     |     |    |    |     |     |     |     |     | 13  |     | 11  | 5.  |